# Giuseppe Maria Peruzzi
Giuseppe Maria Peruzzi (Venezia, 21 novembre 1746 – Vicenza, 25 novembre 1830) è stato un vescovo cattolico italiano.

## Biografia
Giuseppe Maria Peruzzi nacque a Venezia il 21 novembre 1746 da Giacomo e Maria Grandis. A 15 anni entrò nei Canonici lateranensi e fu ordinato sacerdote il 22 dicembre 1770.
Fu eletto vescovo di Caorle il 6 agosto 1795, ricevendo la consacrazione episcopale il 27 settembre successivo dalle mani del cardinale Giovanni Battista Caprara Montecuccoli. Fu l'ultimo vescovo caprulano: durante il suo ministero pastorale cadde la millenaria Repubblica di Venezia, ed egli si trovò a gestire il difficile periodo della transizione politica. Dopo il Trattato di Campoformio, che vide il passaggio del Veneto sotto gil Asburgo, il Peruzzi si schierò apertamente con gli austriaci, che intendevano portare il risorgimento della santa morale e il libero esercizio della religione cattolica.
In quegli anni si occupò della normalizzazione religiosa nella diocesi di Venezia, dove consacrò la chiesa di San Tomà.
In seguito alla riorganizzazione ecclesiastica, decisa dalla legislazione napoleonica durante il Regno d'Italia e la conseguente soppressione della diocesi di Caorle, con un decreto dell'11 gennaio 1807 Giuseppe Maria Peruzzi venne trasferito alla sede vescovile di Chioggia.
Successivamente, caduto l'Impero francese, fu nominato dal papa amministratore apostolico del patriarcato di Venezia dal 1814 al 1815 e poi, stante il Regno Lombardo-Veneto, l'8 dicembre 1815 fu nominato direttamente dall'imperatore d'Austria vescovo di Vicenza. Questa designazione non venne immediatamente convalidata dal papa Pio VII, che solo con l'indulto del 13 novembre 1817 concesse a Francesco I la facoltà di nominare i vescovi veneti.
Giunse a Vicenza il 1º gennaio 1819 e subito preparò la consueta visita pastorale diocesana - di cui redasse un'accurata relazione - affrontando una fatica fisica superiore alle sue forze.
Morì a Vicenza il 25 novembre 1830 all'età di 84 anni, fisicamente molto provato e quasi del tutto privo della vista.

## Genealogia episcopale e successione apostolica
La genealogia episcopale è:
- Cardinale Scipione Rebiba
- Cardinale Giulio Antonio Santori
- Cardinale Girolamo Bernerio, O.P.
- Arcivescovo Galeazzo Sanvitale
- Cardinale Ludovico Ludovisi
- Cardinale Luigi Caetani
- Cardinale Ulderico Carpegna
- Cardinale Paluzzo Paluzzi Altieri degli Albertoni
- Papa Benedetto XIII
- Papa Benedetto XIV
- Papa Clemente XIII
- Cardinale Giovanni Battista Caprara Montecuccoli
- Vescovo Giuseppe Maria Peruzzi, C.R.L.

La successione apostolica è:
- Vescovo Augustin Milletich, O.F.M. (1803)
- Vescovo Mauro Paolo Mari, O.S.B. (1804)
- Vescovo Francesco Scipione Dondi dall'Orologio (1805)
- Vescovo Carlo Pio Ravasi, O.S.B. (1821)